# Craibia brevicaudata
Craibia brevicaudata е вид растение от семейство Бобови (Fabaceae).

## Разпространение
Видът е разпространен в Ангола, Етиопия, Кения, Малави, Мозамбик, Танзания, Заир, Замбия и Зимбабве.